# Oh In-hye
Oh In-hye (Seúl, 4 de enero de 1984 - Seúl, 14 de septiembre de 2020) fue una actriz y modelo surcoreana.

## Carrera
Oh comenzó su carrera como actriz en 2011 en la película Sin of a Family. El mismo año, ganó la atención del público durante el 16.º Festival Internacional de Cine de Busan, debido a su revelador vestido naranja "sexy". En 2012, fue elegida para una película Marrying the Mafia V, pero esto fracasó. En julio de 2019, lanzó un canal de YouTube.

## Muerte
El 14 de septiembre de 2020, Oh fue encontrada inconsciente en su casa en el Distrito Financiero Internacional de Songdo, Yeonsu, Incheon, más adelante las autoridades declararían que se encontraba en ese estado debido a un intento de suicidio. Oh fue llevada de inmediato a un hospital cercano, pero murió de un paro cardíaco. Tenía 36 años.

## Filmografía

### Películas
| Año  | Título                        | Rol                                                    |
| ---- | ----------------------------- | ------------------------------------------------------ |
| 2011 | El Pecado de una Familia      | Goh Keum-sook                                          |
| 2011 | Red Vacance Black Wedding     | Suji                                                   |
| 2011 | A Journey with Korean Masters | Illusion                                               |
| 2011 | Eating Talking Faucking       | In-hwee/therapist/Yoko/restauran madam/Bacchus-F woman |
| 2013 | Wish Taxi                     | Cho-hui                                                |
| 2013 | No Breathing                  | Entrenadora de secundaria                              |
| 2014 | Janus: Two Faces of Desire    | Da-hui                                                 |
| 2014 | plan                          | Min-young                                              |

### Serie televisiva
| Año  | Título                          | Función        | Red                             |
| ---- | ------------------------------- | -------------- | ------------------------------- |
| 2012 | KBS Drama Special — Return Home | Keum-ok        | KBS2                            |
| 2012 | The King's Doctor               | Chung Mal-keum | Munhwa Broadcasting Corporation |
| 2018 | Yeonnam-dong 539                | Chung Joo-eun  | Maeil Broadcasting Network      |